# Camptoptera psocivora
Camptoptera psocivora är en stekelart som beskrevs av Mathot 1972. Camptoptera psocivora ingår i släktet Camptoptera och familjen dvärgsteklar. Inga underarter finns listade.